# Насфетер, Януш
Я́нуш Насфе́тер (пол. Janusz Nasfeter; 15 августа 1920 года, Варшава, Польша — 1 апреля 1998 года, Варшава, Польша) — польский сценарист, писатель, режиссёр и актёр.

## Биография
C 1950 - 1956 годы Януш Насфетер работал в киностудии в Лодзи. Окончил Высшую Государственную школу кинематографа в Лодзи в 1956 году. С того же 1956 года Насфетер работал преподавателем в школе. Он был специалистом в области детской психологии, используя её приёмы в своих фильмах, мир которых был полон поэзии о всеобщих ценностях. Многие фильмы Насфетера о детях, об их дружбе и взаимоотношениях. Как режиссёр, Януш Насфетер начал свою карьеру в 1950 году. Как сценарист - в 1956 году.
Януш Насфетер - племянник кинопродюсера и владельца кинотеатра в Воломине Стефана Насфетера. В фильмах Насфетер принимал участие с такими актёрами, как: Эльжбета Чижевская, Збигнев Цибульский, Даниэль Ольбрыхский, Хелена Гроссувна и др. Дети, игравшие в фильмах Насфетера: Роман Мосёр, Гражина Михальска, Богдан Издебский, Божена Федорчик и др.
В Польше и за её пределами Януш Насфетер получил множество наград за работу над своими фильмами.
Умер 1 апреля 1998 года. Похоронен на Служевском кладбище в Варшаве.

## Фильмография
| Год  | Название                        | Участие                    |
| ---- | ------------------------------- | -------------------------- |
| 1950 | Две бригады                     | режиссёр                   |
| 1956 | Коллеги                         | режиссёр, сценарист        |
| 1958 | Маленькие драмы                 | режиссёр, сценарист        |
| 1960 | Цветные чулочки                 | режиссёр, сценарист        |
| 1962 | Мой старик                      | режиссёр, сценарист        |
| 1963 | Девушка из банка                | режиссёр                   |
| 1963 | Раненый в лесу                  | режиссёр, сценарист        |
| 1965 | Нелюбимая                       | режиссёр, сценарист        |
| 1967 | Долгая ночь                     | режиссёр, сценарист        |
| 1967 | Лук и четыре стрелы             | сценарист                  |
| 1968 | Дети из нашей школы             | сценарист                  |
| 1968 | Уик-энд с девушкой              | режиссёр, сценарист        |
| 1970 | Авель, твой брат                | режиссёр, сценарист        |
| 1971 | Ягода в городе                  | сценарист                  |
| 1972 | Этот жестокий, никчёмный парень | режиссёр, сценарист        |
| 1972 | Бабочка                         | режиссёр, сценарист, актёр |
| 1973 | Не буду тебя любить             | режиссёр, сценарист, актёр |
| 1975 | Моя война, моя любовь           | режиссёр, сценарист        |
| 1977 | Королева пчёл                   | режиссёр, сценарист        |
| 1979 | Грезить во сне                  | режиссёр, сценарист        |

## Награды
- 1951: «Специальный почетный диплом» на Кинофестивале в Карловых Варах
- 1966: «Сан Себастьян» - награда испанской ассоциации сценаристов
- 1971: «Серебряная медаль» в конкурсные фильмов для детей
- 1974: Приз зрительских симпатий 1-го Польского кинофестиваля (ныне Гдыньский кинофестиваль)
- и другие награды